# Karelski pies na niedźwiedzie

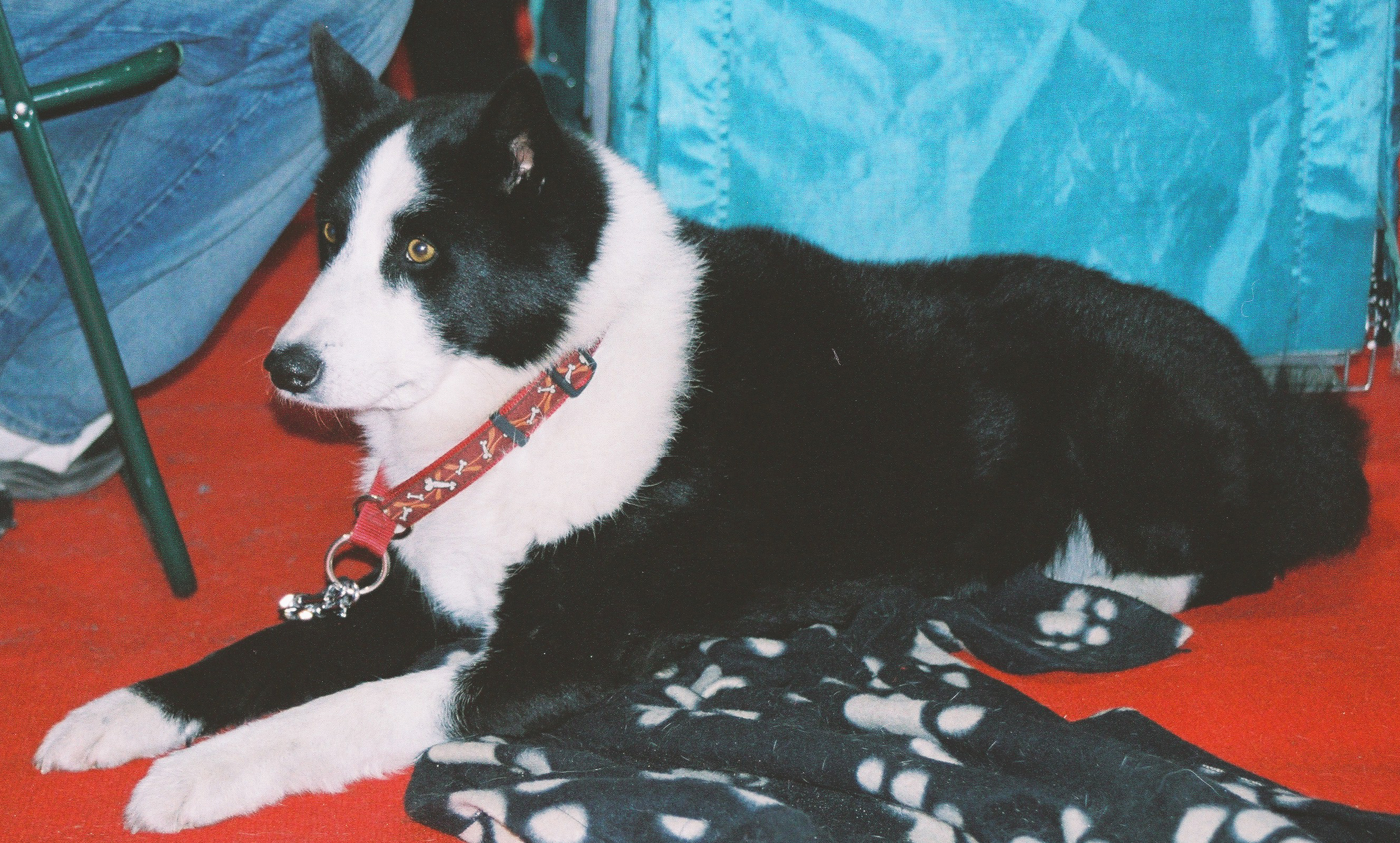
Karelski pies na niedźwiedzie

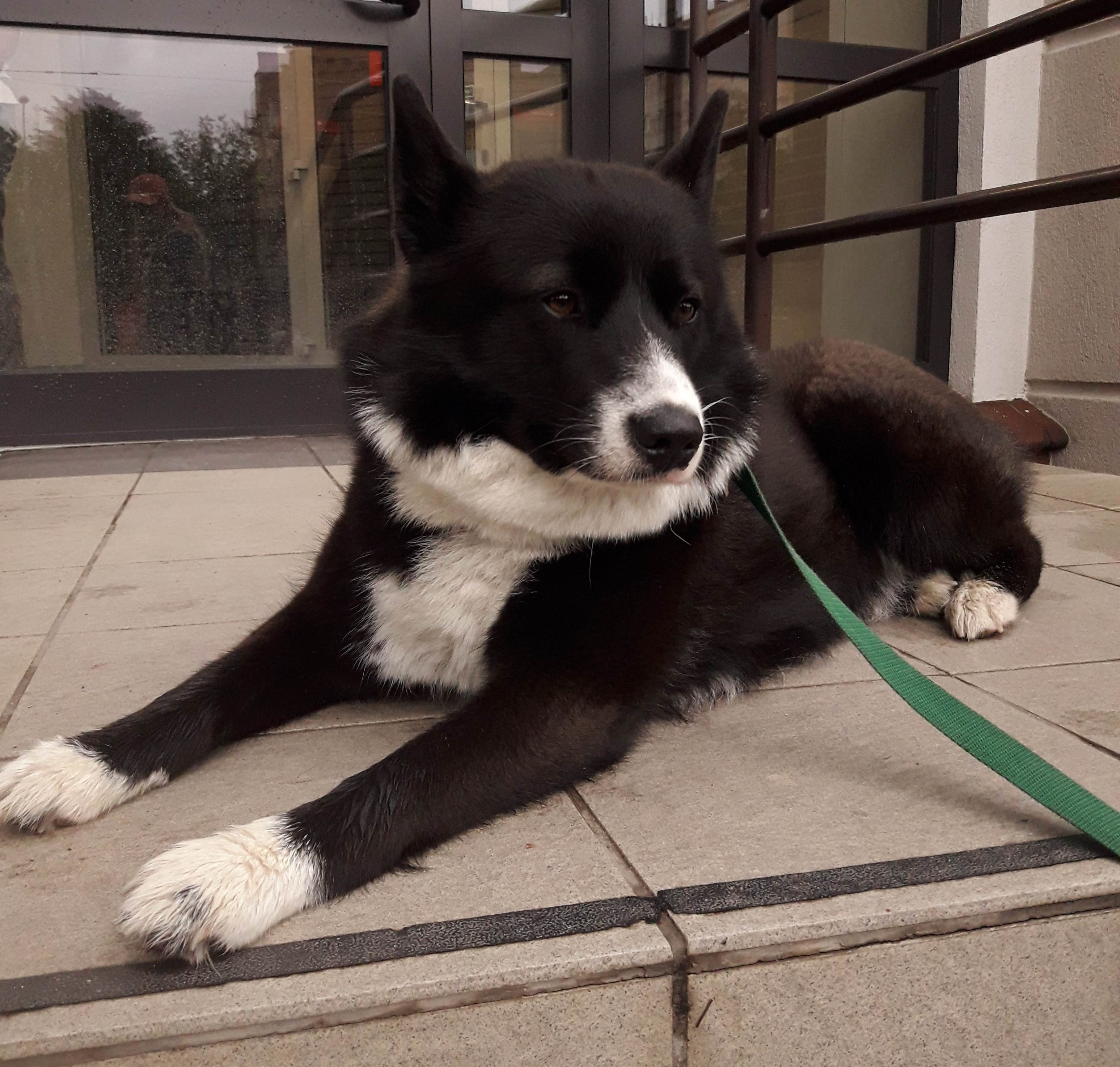
Karelski pies na niedźwiedzie (suka)

Karelski pies na niedźwiedzie – rasa psa, należąca według FCI do V grupy ras grupy szpiców i psów pierwotnych, zaklasyfikowana do sekcji 2 - nordyckich psów myśliwskich. Typ wilkowaty. W krajach skandynawskich podlega próbom pracy.

## Rys historyczny
Rasa wykształciła się w północnej Europie (Karelia i wschodnia Finlandia). Dawniej wykorzystywany był do polowań na niedźwiedzie, jelenie, żbiki i wilki. Współcześnie poluje się z nim w Skandynawii głównie na łosie, a w Polsce przeważnie na dziki.
Duże szpice, podobne w budowie do karelskiego psa na niedźwiedzie, lecz o bardziej urozmaiconym umaszczeniu, znane były od wieków na terenie Finlandii i chętnie używane przez tamtejszych myśliwych do polowania na grubą zwierzynę, w tym na niedźwiedzie, którym rasa zawdzięcza swoją nazwę. Pierwsze informacje o psach podobnych w umaszczeniu i charakterze do dzisiejszych "karelczyków", lecz nieco bardziej krępych i cięższych, pochodzą z lat 80. XIX wieku. W roku 1920 w Finlandii powstała pierwsza zorganizowana hodowla tej rasy, a w 1936 psy zostały zaprezentowane po raz pierwszy na wystawie w Helsinkach. II wojna światowa spowodowała duże straty w populacji, do tego stopnia, że w Finlandii pozostało około 40 psów karelskich. Po wojnie dzięki wysiłkom kynologów udało się odbudować liczebność rasy, doprowadzając przy okazji do jej wyrównania i ustalenia nowego standardu. W latach 60. XX wieku hodowla karelskiego psa na niedźwiedzie przechodziła ponowny kryzys – liczba psów niebezpiecznie zmalała. Jednak rasa zaczęła znowu zyskiwać na popularności, poza Finlandią stała się bardzo lubiana w Szwecji.
Pierwsze psy tej rasy pojawiły się w Polsce w latach 60. XX wieku. W 1961 roku Polski Związek Łowiecki otrzymał w darze od fińskich myśliwych parę – psa Metsämiehen Halli i sukę o imieniu Tupu, które dały początek hodowli. Kolejne importy z Finlandii i Szwecji miały miejsce na początku lat 70.

## Wygląd

### Budowa
Pies średniej wielkości, o wysokości w kłębie 49–60 cm, mocnej budowy, o sylwetce zbliżonej do nieznacznie wydłużonego prostokąta, niemal kwadratowej. Głowa w kształcie stożka, o znacznej szerokości mózgoczaszki, ze słabo zaznaczonym stopem i lekko wysklepionym czołem. Wargi cienkie, suche i szczelnie przylegające. Oczy nieduże o żywym, czujnym wyrazie. W różnych odcieniach brązu, często koloru ciemnopiwnego lub miodowego. Uszy średniej wielkości, stojące, o lekko zaokrąglonych końcach.
Tułów mocny z dobrze umięśnionym, lekko spadzistym grzbietem. Klatka piersiowa głęboka, sięgająca prawie do łokci, brzuch lekko podciągnięty. Ogon niezbyt długi, zakręcony sierpowato nad grzbiet, lub zwinięty w ciasny pierścień, co jest bardziej pożądane. Kończyny proste, mocne i równolegle ustawione. Przednie łapy stawiane są lekko od siebie, podczas gdy łokcie ustawione są dokładnie do tyłu. Palce zwarte, tworzące kształt okrągłej piąstki, przy czym kończyny tylne mają łapy w kształcie bardziej wydłużonym od przednich.

### Szata
Włosy okrywowe proste, średniej długości, na grzbiecie, szyi i pośladkach dłuższe. Pod włosami okrywowymi występuje miękki i gęsty podszerstek.

### Umaszczenie
Czarne z brązowawym połyskiem, wyraźne białe znaczenia na piersi, łapach, szyi, brzuchu, głowie i końcu ogona.

## Zachowanie i charakter
Samodzielny w pracy i na polowaniu, nie jest uległy. Jest wytrwały, odważny i cięty na zwierzynę, ale równocześnie ma przyjazne usposobienie wobec ludzi i jest wrażliwy na sposób traktowania przez swojego przewodnika. Uparty, ale przy odpowiedniej tresurze staje się bardzo przyjaznym towarzyszem.